# Daegaya-eup
Daegaya-eup (koreanska: 대가야) är en köping i den centrala delen av Sydkorea, 235 km sydost om huvudstaden Seoul. Den är administrativ huvudort i kommunen Goryeong-gun i provinsen Norra Gyeongsang. 
Daegaya-eup hette tidigare Goryeong-eup (고령읍), men bytte namn till det nuvarande 2 april 2015.